# Puerto Montt
Puerto Montt är en stad i Chile och är huvudstad i regionen Los Lagos. Folkmängden uppgår till cirka 170 000 invånare. Staden grundades 1853 och fick sitt namn efter Chiles president Manuel Montt. Puerto Montt är en viktig hamnstad och ett stort center för laxodling. Riksvägen Carretera Austral börjar här och går söderut. Strax söder om staden ligger ön Isla Tenglo.